# Symplectoscyphus epizooticus
Symplectoscyphus epizooticus is een hydroïdpoliep uit de familie Sertulariidae. De poliep komt uit het geslacht Symplectoscyphus. Symplectoscyphus epizooticus werd in 1930 voor het eerst wetenschappelijk beschreven door Totton. 